# Oncideres fulva
Oncideres fulva är en skalbaggsart som beskrevs av Bates 1865. Oncideres fulva ingår i släktet Oncideres och familjen långhorningar.
Artens utbredningsområde är Surinam. Inga underarter finns listade i Catalogue of Life.